# Pittsburgh, Mars and Butler Railway
Die Pittsburgh, Mars and Butler Railway (PM&B) war eine amerikanische Interurban-Eisenbahngesellschaft. Sie verband die pennsylvanischen Städte Pittsburgh und Butler.
Die Gesellschaft entstand 1917 aus der Fusion der konkurrierenden Pittsburgh and Butler Street Railway (Butler Short Line) und der Pittsburgh, Harmony, Butler and New Castle Railway Company (Harmony Short Line). Der gemeinsame Betrieb stand unter der Muttergesellschaft Pittsburgh, Butler & Harmony Consolidated Railway & Power Company. Diese benannte sich 1928 in Harmony Short Line Railway, Bus, and Land Co. um, nachdem neben dem Bahnbetrieb ab 1922 auch ein Omnibusverkehr angeboten wurde. Der Betrieb auf der Butler Short Line wurde am 22. April 1931 und auf der Harmony Short Line am 15. August 1931 eingestellt.
Die Strecken hatten eine Spurweite von 1587 mm (5’ 2,5’’). Auf den elektrifizierten Linien wurden Personen und Güter transportiert.